# Nematoplus semenovi
Nematoplus semenovi is een keversoort uit de familie Stenotrachelidae. De wetenschappelijke naam van de soort is voor het eerst geldig gepubliceerd in 1973 door Nikitskii.